# Hanul Gabroveni din Pitești
Hanul Gabroveni este un monument istoric aflat pe teritoriul municipiului Pitești.